# Lena Olin
Lena Maria Jonna Olin (n. 22 martie 1955, Stockholm) este o actriță suedeză.
Este cea mai mică dintre copiii familiei. Tatăl ei, Stig Olin, a fost cântăreț, compozitor și actor, care a apărut în mai multe din filmele lui Ingmar Bergman. De asemenea și mama ei, Britta Holmberg, a fost actriță. Fratele ei este cântărețul suedez Mats Olin.
După ce a studiat actoria la școala de teatru a Teatrului Royal Dramatic din Stockholm, Lena Olin a interpretat pe scenă piese clasice din Shakespeare și Ibsen și a apărut în roluri mici în mai multe filme suedeze regizate de Bergman.
Debutul internațional al lui Lena Olin a fost în filmul suedez din 1984 "After the Rehearsal", care a fost regizat de Bergman. În anul precedent a apărut în "Fanny and Alexander". În 1988, Olin a jucat în primul ei film american "The Unbearable Lightness of Being", devenind astfel o foarte cunoscută și respectată actriță. În 1989, a primit o nominalizare Academy Award pentru rolul din "Enemies, a love story", în care ea juca rolul unei supraviețuitoare dintr-o tabără nazistă.
Lena Olin este astăzi o membră a Teatrului Royal Dramatic din Stockholm, unde și-a început cariera. Ea apare în diferite piese, atât clasice cât și contemporane.
În 1984 a dat naștere primului ei fiu, August Ramberg, al cărui tată a fost actorul suedez Örian Ramberg, cu care Lena a locuit timp de mai mulți ani. În 1994, s-a căsătorit cu Lasse Hallström, un regizor suedez, cu care a colaborat în filmul "Chocolat", care a primit cinci nominalizări la Academy Award. În 1995 au avut o fiică, Tora Maria Elin. Hallström de asemenea a avut un fiu dintr-o altă relație, Johan, născut în 1976.
Din 2002 până în 2003, Lena Olin a apărut în primul ei rol intr-un serial în al doilea sezon din "Alias". Pentru munca ei din serial ca Irina Derevko, Olin a primit o nominalizare la Premiile Emmy. Olin a primit multe critici pentru rolul ei în "Alias" - mai ales pentru relația cu Victor Garber, care juca rolul fostului soț și câteodată dușman, Jack Bristow — și se zvonea că i-au fost oferit un salariu în plus de 100.000 de dolari pe episod ca să rămână parte din distribuție. A părăsit serialul numai după primul și ultimul ei sezon, pentru a ptrece mai mult timp cu familia sa din New York.
În mai 2005, Lena Olin s-a reîntors la "Alias" pentru o apariție de două episoade la sfârșitul celui de-al patrulea sezon al serialului, dar și în sezonul cinci.

## Filmografie
- 2018 The Artist's Wife
- 2017 Maya Dardel
- 2013 Night Train to Lisbon, regia Bille August
- 2013 The Devil You Know
- 2012 The Hypnotist
- 2010 Remember Me
- 2008 Cititorul (The Reader), regia Stephen Daldry
- 2007 Awake
- 2005 Bang Bang Orangutang
- 2005 Casanova
- 2004 The United States of Leland
- 2003 Hollywood Homicide
- 2002 Darkness
- 2002 Queen of the Damned
- 2001 Ignition
- 2000 Chocolat
- 1999 The Ninth Gate
- 1999 Mystery Men
- 1998 Hamilton
- 1998 Polish Wedding
- 1997 Night Falls on Manhattan
- 1995 The Night and the Moment
- 1993 Mr. Jones
- 1993 Romeo Is Bleeding
- 1990 Havana, regia Sydney Pollack
- 1989 Enemies, a Love Story
- 1989 S/Y Joy
- 1988 Friends
- 1988 Insuportabila ușurătate a ființei (The Unbearable Lightness of Being), regia Philip Kaufman
- 1986 A Matter of Life and Death
- 1986 Flight North
- 1984 After the Rehearsal
- 1983 Fanny și Alexander (Fanny and Alexander), regia Ingmar Bergman
- 1982 One Week Bachelors
- 1980 Love
- 1978 The Adventures of Picasso
- 1976 Face to Face

1. ↑  Lena Olin, Discogs, accesat în 9 octombrie 2017
2. ↑  Lena Olin, Munzinger Personen, accesat în 9 octombrie 2017
3. ↑  Lena Olin, FemBio-Datenbank[*]
4. ↑   http://www.encyclopedia.com/topic/Lena_Olin.aspx Lipsește sau este vid: |title= (ajutor)
5. 1 2  Hallström Olin, Lena Maria Jonna, Sveriges befolkning 2000[*]
6. ↑  LIBRIS, 5 noiembrie 2012, accesat în 24 august 2018
7. ↑  Ingmar Bergman-priset 1980: Lena Olin (în suedeză), Guldbaggen.se, accesat în 6 februarie 2024